# Вальтер Ґодефрот
Вальтер Ґодефрот (2 липня 1943) — бельгійський велогонщик.
Бронзовий призер Олімпійських Ігор 1964 року в груповій шосейній гонці.